# Konzernrecht (Schweiz)
Das Konzernrecht der Schweiz umfasst die gesetzlichen Bestimmungen und Gerichtsentscheide, die die Konzerne zum Gegenstand haben, also die Zusammenschlüsse von Unternehmen zu einer wirtschaftlichen Einheit unter der Leitung eines herrschenden Unternehmens.

## Begriff und Regelung
Obwohl Konzerne in der Schweizer Wirtschaft wie in anderen Ländern weit verbreitet sind, werden sie von der Gesetzgebung anders als z. B. in Deutschland nicht oder nur sporadisch als solche erfasst und geregelt. Das Konzernrecht hat sich daher primär in der Gerichtspraxis herausgebildet und ist relativ unübersichtlich. Je nach Rechtsgebiet und Fragestellung kann unter einem Konzern etwas anderes verstanden werden. In jedem Fall setzt ein Konzern aber Folgendes voraus: die Verbindung von mindestens zwei rechtlich selbstständigen Unternehmen durch eine einheitliche Leitung. Das Unternehmen, das die Konzernleitung ausübt, nennt man Obergesellschaft, die anderen Unternehmen Unter- oder Tochtergesellschaften.
Besonders geregelt werden Konzerne in Art. 963 Abs. 2 des Obligationenrechts (OR) in Bezug auf die Rechnungslegung, wobei das Gesetz als Voraussetzung für die Pflicht zum Erstellen einer Konzernrechnung schon die blosse Möglichkeit der Kontrolle anderer Unternehmen genügen lässt. Dieses Kontrollprinzip gilt auch im Finanzmarktrecht, z. B. für die Regulierung von Banken- oder Versicherungskonzernen. In Bezug auf die Revisionspflicht wird nach Art. 728 Abs. 6 OR jedoch eine tatsächliche einheitliche Leitung verlangt. Dieses Leitungsprinzip gilt auch im Kartellrecht. Konzernrechtliche Normen mit unterschiedlichen Konzerndefinitionen finden sich auch im öffentlichen Recht (Datenschutzrecht, CO2-Recht, Postrecht, Medienrecht, Steuerrecht).
Die eidgenössische Volksinitiative «Für verantwortungsvolle Unternehmen – zum Schutz von Mensch und Umwelt» wollte Schweizer Konzerne weltweit auf die Einhaltung bestimmter Menschenrechts- und Umweltschutzstandards verpflichten, scheiterte aber 2020 am Ständemehr.

## Organisation

### Rechtsnatur
Der Konzern als solcher hat keine Rechtspersönlichkeit; darüber verfügen allein die einzelnen Konzerngesellschaften. Der Konzern ist damit nicht rechtsfähig und z. B. nicht steuerpflichtig. Damit gibt es auch keine Vertragspartnerinnen oder Gesellschafter des Konzerns, sondern nur der einzelnen Konzerngesellschaften. Umstritten (aber von der herrschenden Schweizer Lehre abgelehnt) ist, ob der Konzern eine einfache Gesellschaft unter seinen Unternehmen darstellt, was grosse Auswirkungen auf Haftungsfragen hätte. Der Konzern wird rechtlich i. d. R. auch nicht als Ganzes behandelt, sondern jede Konzernunternehmung für sich; nur punktuell (z. B. im Rahmen der vorstehend erwähnten gesetzlichen Bestimmungen) knüpft das Recht am Konzern als Ganzes an. Häufig stellt sich die Frage, ob das Wissen einer Konzernunternehmung der anderen zuzurechnen ist; dies bejaht die Lehre nur punktuell, z. B. bei Einflussnahmen der Konzernleitung oder personellen Verflechtungen.
Zu unterscheiden sind zunächst Vertragskonzerne, deren Verbindung sich aus einem Vertrag (ggf. auch aus einer einfachen Gesellschaft) ergibt, und die viel häufigeren Beteiligungskonzerne, deren Verbindung sich daraus ergibt, dass die Obergesellschaft die Untergesellschaften durch das Halten ihrer Anteile beherrscht. Eine Konzernverbindung kann sich aber auch aus einer faktischen Personalunion der Gesellschaftsorgane oder aus den Statuten ergeben. Umstritten, aber von der Lehre überwiegend abgelehnt wird das Konzept von Teilkonzernen mit eigener Leitung und Autonomie innerhalb eines Konzerns.
Grundsätzlich ist jede Gesellschaftsform konzernfähig. Als konzernleitende Unternehmen eignen sich aber wegen gesetzlichen Einschränkungen nicht z. B. Vereine, SICAVs und Kommanditgesellschaften für kollektive Kapitalanlagen. Als Untergesellschaften eignen sich nur beherrschbare Unternehmensformen, also z. B. kaum Vereine. In der Schweiz herrscht der AG-Konzern vor, aber es gibt auch GmbH- und Genossenschaftskonzerne (z. B. Migros und Coop).

### Aufbauorganisation
Eine mögliche (aber nicht die einzige) Aufbauorganisation eines Konzerns ist die Holdingstruktur. Dabei bilden die Sparten eigene Tochtergesellschaften, und die darüber liegende Holdinggesellschaft hält ihre Anteile und befasst sich mit den zentralen Angelegenheiten. Die Holdingstruktur kann v. a. steuerliche Vorteile haben. Die Holdinggesellschaft kann die Konzernleitung selbst ausüben oder an eine «Managementgesellschaft» im Konzern übertragen.
In der Schweizer Konzernpraxis ist die «vertikale Integration» die Regel, wonach die Obergesellschaft Personen in die Organe der Untergesellschaften delegiert, wo sie dieselben oder ähnliche Funktionen ausüben. Solche Doppelorganschaften sind zulässig. Seltener ist die «horizontale Integration», bei der alle Untergesellschaften über einen personell identischen Verwaltungsrat und/oder eine identische Geschäftsleitung verfügen. Dies kann jedoch zu besonderen rechtlichen Herausforderungen etwa betreffend Interessenkonflikten und Haftungsrisiken führen.

### Interessenkonflikte
Verwaltungsratsmitglieder und Geschäftsleitende von Untergesellschaften sind gesetzlich zur Wahrung der Interessen der Untergesellschaft verpflichtet, auch wenn sie von der Obergesellschaft eingesetzt werden und daher in deren Sinne handeln sollen. Dies kann bei Interessenkonflikten zu Spannungen führen, die aber in der Praxis oft durch Versicherungen oder vertragliche Klauseln zur Entlastung der Betroffenen gelöst werden, so dass sich im Ergebnis das Interesse der Obergesellschaft durchsetzt.

### Leitung
Die Aufgabe der Konzernleitung mit der damit verbundenen Weisungsbefugnis gegenüber den Untergesellschaften muss nicht formell (z. B. in Statuten, in einem Reglement) verankert werden. Sie kann auch als rein faktische Machtposition ausgeübt werden.

## Haftung
Der Konzern bzw. die Muttergesellschaft haftet nicht automatisch für Schulden der einzelnen Konzerngesellschaften. Jedoch kann eine Konzernhaftung entstehen:
- durch faktische Organschaft: Nimmt eine Mutter- oder Managementgesellschaft Leitungsfunktionen für eine Konzerngesellschaft wahr, ist sie deren faktisches Organ und löst damit die eigene Haftung aus.
- aus Konzernvertrauen: die Mutter bzw. der Konzern haftet mit, wenn sie zu verstehen gibt, dass sie «hinter dem Vertrag steht», den eine Tochter abschliesst.